# Jhonel
 (juin 2023).
Hamani Kassoum Himou, dit Jhonel , est un slameur nigérien, né en 1984.

## Biographie
Fils de nobles zarma du Niger qui ont migré en Côte d’Ivoire, Jhonel naît et passe son enfance sur place avant de rejoindre Niamey en 2005 en tant que slameur.
Il se définit lui-même comme un « griot moderne ».
En 2012, il fonde un festival international de slam et d’humour (F.I.S.H Goni).
En 2013, il arrive en France et crée un spectacle voix-percussions avec le batteur Jean-Luc Bernard, rencontré en 2012 à Niamey. Il y fait une tournée en 2016, puis aux États-Unis en 2017, dans différentes universités.
Mis en ligne le 18 avril 2020, le clip de son titre 1000 poèmes cumule 240 000 vues sur YouTube et bénéficie d'une large diffusion sur les réseaux sociaux.

## Discographie
- 2008 : Assalam Aleykoum (album)
- 2011 : Cours commune (maxi)
- 2014 : Père Imam
- 2016 : Ils ne sont que des pauvres (single) et Aissata wala Ai sata (single)
- 2017 : Andunya (single)
- 2018 : Koiro Niamey nama (single)